# Truxton (Arizona)
Truxton – jednostka osadnicza w Stanach Zjednoczonych, w stanie Arizona, w hrabstwie Mohave.